# Tabanus wuzhishanensis
Tabanus wuzhishanensis är en tvåvingeart som beskrevs av Xu 1979. Tabanus wuzhishanensis ingår i släktet Tabanus och familjen bromsar. Inga underarter finns listade i Catalogue of Life.